# Bătălia de la Smolensk (1943)
A doua bătălie de la Smolensk (7 august 1943 – 2 octombrie 1943), cunoscută și ca Operațiunea Suvorov, a fost o ofensivă de primă mărime a Armatei Roșii în Rusia de vest în timpul celui de-al doilea război mondial. Declanșată aproape simultan cu bătălia de pe Nipru, ofensiva de la Smolensk a durat două luni și a fost condusă de generalii Andrei Eremenko și Vasili Sokolovski. Obiectivul operațiunii a fost curățarea elementelor germane din regiunile orașelor Smolensk și Briansk. Smolenskul era sub ocupația germană din timpul primei bătălii din regiunea orașului din 1941.
În ciuda unei defensive germane foarte bine puse la punct, Armata Roșie a fost capabilă să execute câteva străpungeri, eliberând orașele importante precum Smolesk și Roslavl. După aceasta, sovieticii au început lupta pentru eliberarea Belarusului. După încheierea operației ofensive se poate trage concluzia că înaintarea sovietică a fost relativ modestă și cu un ritm scăzut, în principal datorită rezistenței puternice foarte ridicate. Operațiunea a fost divizată în trei etape: 7 – 20 august, 21 august – 6 septembrie și 7 septembrie – 2 octombrie.
Deși a jucat un rol militar important, operațiunea Suvorov de eliberare a Smolenskului a fost importantă și pentru efectul avut asupra bătăliei de pe Nipru. S-a estimat că aproximativ 55 de divizii germane au fost destinate apărării și contracarării ofensivei de la Smolensk, divizii care ar fi fost de mare ajutor în lupta împotriva tentativei sovietice de forțare a râului Nipru, care se desfășura mai la sud. În cursul acestei operațiuni, Armata Roșie a alungat definitiv forțele germane de pe podul terestru a Smoleskului, care era din punct de vedere istoric cea mai importantă poartă de intrare pentru orice atac spre Moscova.

## Contextul general
Spre  sfârșitul bătăliei de la  Kursk din iulie 1943, Wehrmachtul pierduse orice speranță de recâștigare a inițiativei strategice pe frontul de răsărit. Pierderile considerabile din această ultimă bătălie au făcut ca armata germană să fie mult mai puțin eficientă în luptă, mulți dintre cei mai experimentați soldați ai săi pierind în timpul ultimilor doi ani de lupte. Aceste pierderi au redus mult capacitatea de reacție a Wehrmachtului la atacurile sovieticilor.
De partea sovieticilor, Stalin era hotărât să elibereze toate teritoriile care se mai aflau încă sub controlul germanilor, într-o acțiune care începuse încă din 1942, odată cu declanșarea Operațiunii Uranus care dusese la înfrângerea germanilor la Stalingrad. Bătălia de pe Nipru era concepută să ducă la eliberarea RSS Ucrainiene și să împingă cât mai mult posibil linia frontului spre vest. Pentru a slăbi cât mai mult apărarea germană, operațiunea de la Smolensk a fost concepută simultan cu forțarea Niprului, pentru a obliga cartierul general german să slăbească apărarea din sud prin trimiterea de întăriri în nord. Amândouă operațiunile au fost prin aceasta parte a aceleiași plan strategic, având ca obiectiv eliberarea unui teritoriu cât mai întins.
Treizeici de ani mai târziu, mareșalul Uniunii Sovietice Alexandr Vasilevski, (șeful Marelui Cartier General în timpul operațiunilor militare din 1943), scria în memoriile sale:

Acest plan, enorm atât prin ceea ce privește îndrăzneala sa, cât și a forțelor destinate ei, a fost executat prin câteva operațiuni: operațiunea Smolensk,... [operațiunea] Donbas, operațiunea de pe malul stâng al (Niprului) Ucrainei...

### Geografia zonei

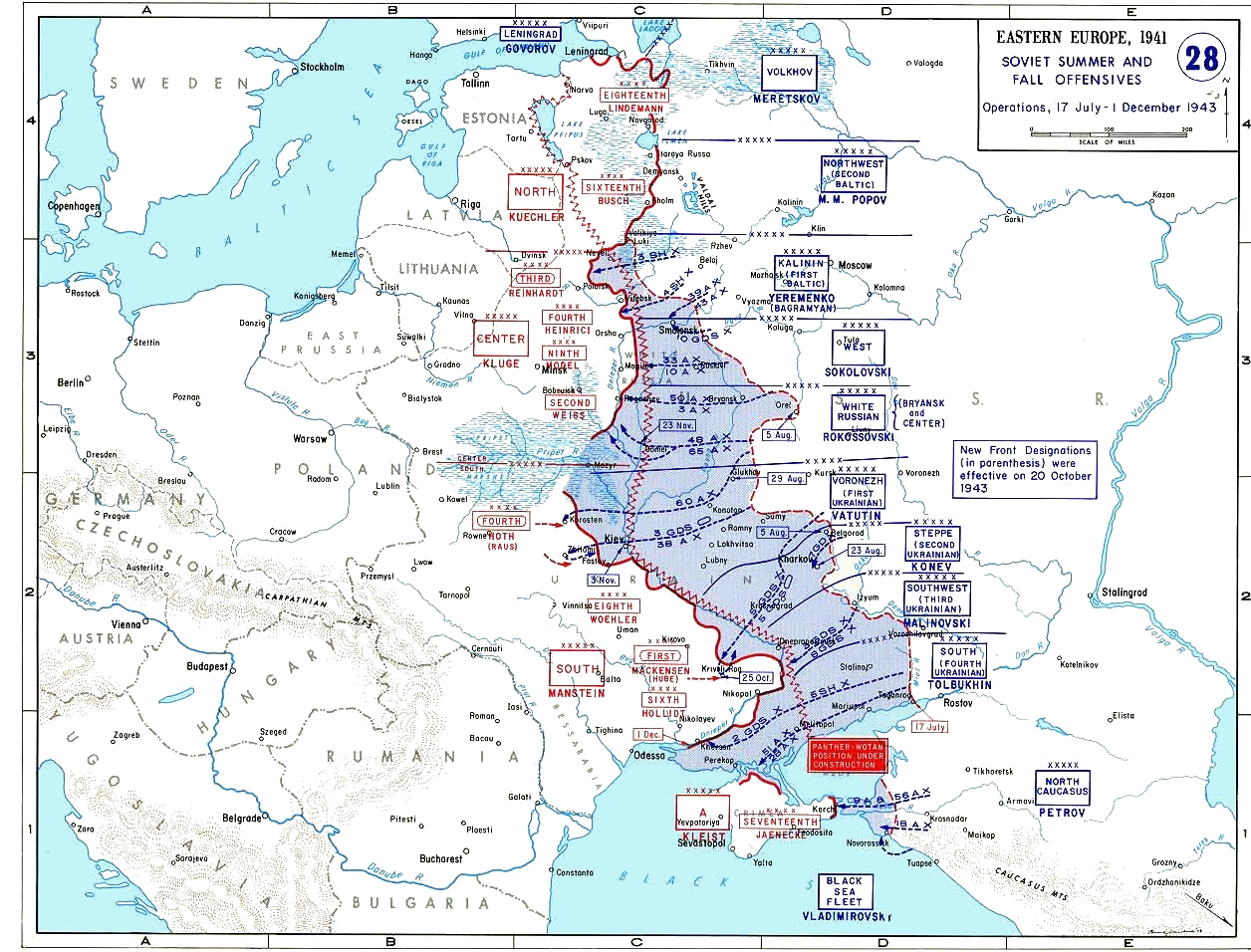
Harta operațiunii Smolensk și a ofensivelor înrudite

Zona în care avea să se desfășoare ofensiva era o câmpie ușor deluroasă, cu numeroase râpe și cu destul de multe zone mlăștinoase sau împădurite, care limitau mult posibilitățile de mișcare a coloanelor militare. Cele mai înalte dealuri aveau o înălțime de 250 – 270 m, ceea ce permitea bateriilor de artilerie plasate pe comele lor să țină sub control zone întinse. În 1943, zonele împădurite erau acoperite cu pini sau amestec de conifere și foioase, cu tufișuri dese.
În zonă curgeau numeroase râuri, cele mai importante fiind Dvina de Vest, Niprul, Desna, Volosti și Ugra. Aceste râuri aveau lățimi cuprinse între 10 și 120 m, cu adâncimi cuprinse între 40 și 250 cm, dar pe zone întinse pe ambele maluri existau mlaștini greu de traversat, în special pentru trupele mecanizate. La fel că în cazul majorității râurilor  europene cu direcția de curgere nord – sud, malul vestic al Niprului, care era ocupat de germani, era mai înalt decât cel estic. În regiune erau construite puține poduri sau bacuri plutitoare.

### Infrastructura de transport
Pentru trupele sovietice, ofensiva a fost îngreunată de lipsa unei infrastructuri de transport adecvate din zona de operații. Rețeaua de drumuri era slab dezvoltată, iar drumurile pavate erau rare. După ploile torențiale, fenomen normal în verile din regiune, cele mai multe drumuri se transformau în albii de noroi, (fenomen numit de ruși rasputița), ceea ce îngreuna mult înaintarea trupelor mecanizate și ridica uriașe probleme logistice. În ceea ce privește căile ferate, sovieticii aveau acces la o singură cale importantă: Rjev – Viazma – Kirov.
Pe de altă parte, Wehrmachtul controla o rețea mai dezvoltată de șosele și căi ferate, cu nodurile importante de transport de la Smolensk și Roslav. Aceste două orașe erau centre logistice importante, care permiteau aprovizionarea trupelor și deplasarea întăririlor în zonele dorite. Cele mai importante căi ferate controlate de germani erau Smolensk – Briansk și Nevel – Orșa – Moghilev, care legau trupele germane situate mai la vest de concentrările de soldați și de materiale de la Oriol.

### Pregătirea pentru apărare a germanilor
Frontul fusese mai mult sau mai puțin stabil în ultimele cinci luni (chiar în ultimele 18 luni în unele sectoare) mai înainte de declanșarea atacului, sprijinit de caracteristicile geografice care favorizau defensiva. De aceea, forțele germane avuseseră răgazul necesar să construiască poziții defensive extinse, dezvoltate în adâncime pe până la cinci sau șase linii de apărare, pe o distanță de 100 – 130 km.
Prima zonă defensivă (tactică sau exterioară) includea prima și a doua linie defensivă, cu o adâncime totală de 12 – 15 km, construite pe cât a fost posibil pe crestele dealurilor și în zonele mai înalte. Prima linie defensivă de 5 km lățime era compusă din trei linii de tranșee și cuiburi de mitralieră, legate între ele printr-o rețea deasă de comunicații. Densitatea cuiburilor de mitralieră era de 6 – 7 pe kilometru de front. În unele locuri, unde existau temeri cu privire la atacul tancurilor sovietice, fuseră săpate șanțuri antitanc, apărate în partea de vest de baterii de artilerie și cuiburi de mitralieră. În fața tranșeelor se aflau trei linii de garduri de sârmă ghimpată și o zonă puternic minată.
A doua zonă defensivă, aflată la cam 10 km în spatele primei zone de apărare, acoperea cele mai importante direcții și era compusă din locașuri de tragere legate între ele cu tranșee. Zona era protejată cu garduri de sârmă ghimpată, iar în unele locuri și cu câmpuri minate, acolo unde erau așteptate atacurile tancurilor inamice. Între prima și a doua zonă defensivă erau plasate mici locașe de tragere și buncăre, gândite să încetinească înaintarea sovietică, dacă Armata Roșie ar fi străpuns prima zonă de apărare. În spatele celei de-a doua zone defensive erau plasate piese de artilerie grea. În cele din urmă, mult în spatele primei linii a frontului se aflau trei-patru linii defensive, pe cât posibil pe malul vestic al râurilor. De exemplu, pe malurile vestice al Niprului și  Desnei erau plasate puternice linii defensive. În plus, principalele centre urbane, așa cum erau Elnia, Duhovșcina și Spas-Demensk, fuseseră întărite și fortificate, fiind pregătite pentru o rezistență de lungă durată. Drumurile fuseseră minate și acoperite cu dispozitive antitanc, fiind flancate de poziții de tragere plasate de obicei pe clădirile mai înalte.

### Forma liniei frontului și localizarea ei

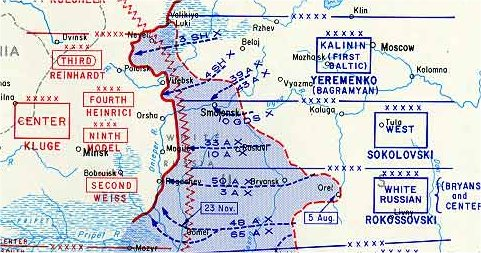
Un detaliu al ofensivei de la Smolensk, care prezintă forma concavă a liniei sovietice a frontului

În iulie 1943, linia sovietică a frontului de pe frontul de răsărit avea o formă concavă cu o pungă centrată în jurul Oriolului, creând pentru trupele germane riscul expunerii flancului atacurilor din nord. Ca rezultat, un număr important de divizii ale Grupului de Armate Centru au fost menținute în această parte a frontului datorită temerilor legitime cu privire la o ofensivă sovietică majoră în acest sector.
La sfârșitul lunii iulie 1943, Statul Major German afirma:

Pe frontul... ținut de Grupul de Armate Centru, numeroase semne arată o pregătire continuă pentru o ofensivă încă limitată (Roslavl, Smolensk, Vitebsk) și a unei manevre de imobilizare a Grupului de Armate Centru...

Din toate aceste motive, ofensiva pregătită de sovietici părea să fie una extrem de dificilă.

## Prima etapă (7 august – 20 august)

### Străpungerea necesară

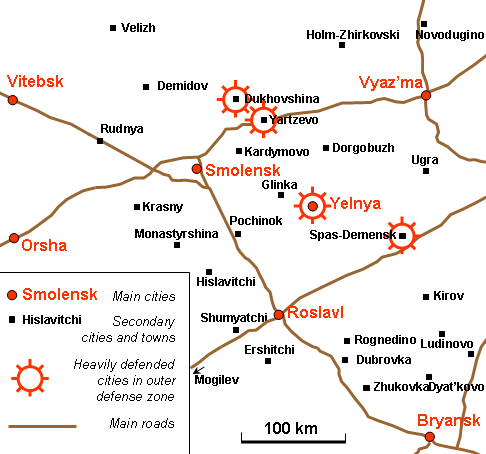
Situația generală în regiunea Smolensk în timpul bătăliei

După o zi de atacuri de probă, a căror obiectiv era de a determina dacă trupele germane vor fi tentate să se retragă sau nu din primul rând de tranșee, ofensiva sovietică a fost declanșată pe 7 august 1943, la ora 6:30 dimineața (după un bombardament preliminar declanșat la 4:30) cu o lovitură pe drumul spre Roslavl. Pe această direcție au atacat trei armate ale Frontului Sovietic de Vest: Armata a 5-a sovietică, Armata a 10-a de Gardă și Armata a 33-a sovietică.
Acest atac a întâmpinat rapid o opoziție puternică și s-a oprit. Trupele germane au încercat să declanșeze mai multe contraatacuri, pornind de pe pozițiile lor defensive bine pregătite. Contraatacurile germane erau sprijinite de tancuri, tunuri de asalt și tirul artileriei grele și mortierelor. După cum își amintea Constantin Rokossovski:
"... noi a trebuit pur și simplu să ne strecurăm prin liniile germane unul câte unul ".
În prima zi, trupele sovietice avansaseră doar 4 km, în ciuda tuturor trupelor disponibile – artilerie, comunicații și geniști – destinate atacului.
În ciuda atacurilor violente sovietice, a devenit rapid clar pentru toată lumea că cele trei armate nu vor fi capabile să străpungă liniile germane. De aceea, s-a luat decizia să se ordone Armatei a 68-a sovietică, ținută în rezervă până atunci, să intre în luptă. De partea germană au fost aduse în zona de luptă trei divizii – Divizia a 2-a Panzer, Diviziile a 36-a și a 56-a de infanterie – care plecaseră din sectorul Oriol pentru a ajutata la stoparea ofensivei sovietice.
În ziua următoare, atacul a fost reluat cu o nouă tentativă de străpungere pe două direcții, pe cea din ziua precedentă și una nouă mai la nord, spre Iarțevo. Ambele atacuri au fost oprite în faza incipientă de defensiva foarte puternică a germanilor. În următoarele cinci zile, trupele sovietice au avansat încet prin defensiva germană, respingând toate contraatacurile germane cu prețul unor mari pierderi. După trimiterea trupelor din rezervă în luptă, Armata Roșie a reușit să înainteze între 15 și 25 km până pe 11 august.
Atacurile declanșate de unitățile de blindate și de Corpul al 6-lea de  armata de cavalerie de Gardă nu au avut efectele scontate, dar au adus sovieticilor pierderi grele în oameni și materiale. Pe toată linia frontului, atacul a ajuns într-un punct mort.

### Ofensiva Spas-Demensk
Lângă Spas-Demensk, situația se prezenta ceva mai bine pentru Armata a 10-a sovietică. În această regiune, Wehrmachtul avea mai puține trupe și dispunea de rezerve limitate, ceea ce a permis Armatei a 10-a să străpungă liniile germane și să avanseze 10 km în două zile.
Până în cele din urmă, Corpul al 5-lea mecanizat sovietic, relocat din Regiunea Kirov și destinat exploatării spărturii existente în zonă, nu și-a îndeplinit misiunea ordonată, în principal datorită prost organizatei apărări antiaeriene, care a permis bombardierelor în picaj germane să atace formațiile de tancuri sovietice cu mult succes. Corpul sovietic a suferit pierderi grele și a fost nevoit să se retragă din lupte. Sovieticii au avansat până pe 13 august cel mult 25 km, eliberând localitatea Spas-Demensk.

### Ofensiva  Duhovșcina
Conform planurilor  Marelui Stat Major sovietic (STAVKA), ofensiva de lângă Duhovșcina a fost declanșată pe 13 august. Ca și în alte părți ale frontului, Armatele a 39-a și a 43-a au întâmpinat o puternică rezistență. Doar în prima zi a ofensivei, germanii au declanșat 24 de contraofensive de dimensiuni regimentale, sprijinite de tancuri, tunuri de asalt și aviație.
În următoarele cinci zile, trupele sovietice au reușit să înainteze numai 6 –7 km, și în ciuda faptului că au reușit să provoace pierderi grele germanilor, unitățile Armatei Roșii au suferit la rândul lor mari pierderi de vieți omenești.

### Cauzele impasului sovietic
Pe la mijlocul lunii august, operațiunile sovietice de-a lungul întregului front de la Smolensk s-au stabilizat. Impasul care a urmat, deși nu era o înfrângere în adevăratul înțeles al cuvântului, era foarte supărător pentru comandanții sovietici, care au început să caute explicații pentru impasul în care se intrase. Adjunctul șefului STAVKA, Alexei Antonov raporta: 
"A trebuit să avem de-a face atât cu pădurile și mlaștinile cât și cu rezistența crescândă a trupelor inamice întărite cu divizii venite din regiunea Briansk."
în vreme ce mareșalul Nicolai Voronov, fost membru al aceluiași Mare Stat Major, analizând punctul mort în care ajunsese ofensiva sovietică, găsea opt cauze primare, și anume:
1. Comandamentul german era informat despre preparativele de atac și era pregătit să-i facă față.
2. Liniile defensive germane erau excepțional de bine pregătite (puncte de tragere întărite cu tranșee, garduri de sârmă ghimpată și câmpuri minate).
3. Mai multe divizii sovietice au fost insuficient pregătite pentru a da un asalt asupra sistemului defensiv cu mai multe linii de apărare. Acest lucru era adevărat în special pentru diviziile de rezervă, a căror instruire nu a fost corespunzător controlată.
4. Nu au fost suficiente tancuri destinate bătăliei, ceea ce i-a forțat pe comandanții sovietici să se bazeze mai mult pe artilerie, mortiere și infanterie pentru a străpunge liniile germane. De cele mai multe ori, contraatacurile numeroase și desele câmpuri minate au încetinit progresele infanteriei.
5. Interacțiunea dintre regimente și divizii era departe de a fi fost perfectă. Au existat pauze neașteptate în timpul atacului și o dorință puternică a unor regimente de "a se ascunde" de atac și de a expune alte regimente luptei.
6. Mulți comandanți sovietici au fost prea impresionați de contraatacurile germane și nu au reacționat corespunzător, chiar atunci când propriile trupe le depășeau numeric pe cele ale Wehrmachtului.
7. Infanteria nu și-a folosit propriile arme suficient de bine (așa cum erau tunurile grele și mortierele portabile).
8. Faptul că ofensiva a fost amânată de pe 3 pe 7 august le-a dat germanilor un răgaz suplimentar ca să se pregătească mai bine.

Luând în considerație toți acești factori, Voronov a cerut ca Armata a 4-a de tancuri și Corpul al 8-lea de artilerie să fie transferat din cadrul Frontului Briansk și relocate atacului în regiunea Smolensk.
Impasul în care se ajunsese nu era nici pe departe o situație care să mulțumească STAVKA, dar a avut și un oarecare merit: a blocat cam 40% din întregul efectiv al diviziilor germane de pe frontul de răsărit în regiunea Smolensk, ceea ce a ușurat mult sarcina sovieticilor care luptau mai la sud, în arcul de la Kursk. STAVKA plănuise reluarea ofensivei pe 21 august, dar a decis să o amâne puțin pentru a permite unităților sovietice să termine aprovizionarea și completarea efectivelor.

## Etapa a doua (21 august – 6 septembrie)
Până la mijlocul lunii august, situația de pe frontul de răsărit se schimbase datorită faptului că Armata Roșie începuse ofensiva generală, începută cu  contraofensiva de la Kursk, Operațiunea Polkovodeț Rumianțev și continuând cu forțarea Niprului. În ciuda acestor atacuri puternice, comandamentul Wehrmachtului a hotărât întărirea defensivei din regiuniole Smolensk și Roslavl, retrăgând câteva divizii din regiunea Oriol. Ca urmare, ofensiva de la Kursk a continuat relativ ușor în zona Oriolului, creând o mare pungă la sud de Smolensk și Briansk.
În această situație, fostele direcții de atac, direct spre sud-est spre Roslavl și Briansk, au devenit depășite. Marele Stat Major a luat în schimb decizia să schimbe direcția de atac spre Elnia și Smolensk.

### Ofensiva Elnia
Elnia era considerată "cheia" Smolenskului și, de aceea, germanii creaseră o vastă rețea defensivă în jurul orașului. Zonele mlăștinoase de pe râurile Desna și Ugra erau minate și pe dealurile mai înalte erau plasate baterii de tunuri grele care țineau sub control orașul. În săptămâna 20 – 27 august, armatele sovietice au fost întărite cu tancuri și artilerie.
Ofensiva finală a fost declanșată pe 28 august de trei armate (a 10-a de Gardă, a 21-a și 33-a), sprijinită corpuri de tancuri și mecanizate și o armată aeriană. Aceste armate acopereau un front de 36 km, fiind o largă concentrare de trupe.
După un intens bombardament de artilerie de 90 de minute, trupele sovietice au atacat. Bombardamentul de artilerie și ale avioanelor de atac la sol au slăbit liniile germane, permițând infanteriei să străpungă frontul inamic pe o lungime de 25 km și să avanseze pe o adâncime de 6 – 8 kilometri până la sfârsitul zilei. În ziua următoare, pe 29 august, diviziile de pușcași sovietici au continuat înaintarea, creând o pungă de 30 km lățime și 12–15 km adâncime.
Pentru a exploata spărtura, a intat în luptă Corpul al 2-lea de tancuri de Gardă. Într-o singură zi, tancurile au înaintat 30 km și au ajuns în suburbiile orașului Elnia. Fără să lase germanilor timp să se regrupeze, sovieticii au atacat orașul și au început încerecuirea lui. Pe 30 august, germanii au fost forțați să abandoneze orașul, după ce înregistraseră pierderi grele. După acest moment a început o retragere generală germană în regiune. Până pe 3 septembrie, forțele sovietice atinseseră malul estic al Niprului.

### Manevra Briansk
Lângă Briansk lucrurile mergeau bine pentru sovietici, în ciuda rezistenței germane. La un moment dat, sovieticii au remarcat o slăbiciune a defensivei germane, pe care au exploatat-o prompt, schimbând planul pe loc. Cucerirea cu surprinzătoare ușurință a unor dealuri a asigurat controlul regiunii Dubrovka la nord de Briansk și capturarea unui mare număr de soldați germani total nepregătiți de luptă. Generalul Markian Popov, comandantul Frontului Briansk, a remarcat această situație și a tras concluzia că planificatorii germani nu se așteptau la un atac sovietic pe acea direcție.
De aceea, linia de demarcație dintre Frontul I Bielorus și Frontul de Vest sovietic a fost mutată mai la sud, iar două noi armate au executat o manevră de învăluire pe un singur flanc spre Dubovka, înconjurând Brianskul, manevră care i-a silit pe germani să se retragă rapid din regiune.
Până pe 6 septembrie, ritmul ofensivei scăzuse până la oprire pe întreg frontul, sovieticii înaintând cel mult 2 km pe zi. Pe flancul drept, se dădeau lupte grele în pădurile de lângă Iarțevo. În centru, sovieticii ajunseră în fața liniei defensive germane de pe Nipru. Pe flancul stâng, diviziile de infanterie sovietice luptau din greu în pădurile de la sud-vest de Elnia. În plus, diviziile sovietice erau obosite și pierduseră în jur de 40% dintre soldați. Pe 7 septembrie, înaintarea sovietică a fost oprită, iar faza a doua a ofensivei s-a încheiat.

## Etapa a treia (7 septembrie – 2 octombrie)
În săptămâna 7 – 14 septembrie, trupele sovietice din prima linie au primit noi întăriri și s-au pregătit pentru o altă ofensivă. Obiectivele stabilite de STAVKA pentru noul atac era eliberarea orașelor Smolensk, Vitebsk și Orșa. Operațiunile de luptă au fost reluate pe 14 septembrie, fiind implicate flancul stâng al Frontului Kalinin și Frontul Sovietic de Vest. După un bombardament intens de artilerie, infanteria sovietică a încercat străpungerea liniilor defensive germane.
În zona de acțiune a Frontului Kalinin, Armata Roșie a creat o pungă de 30 km lățime și  3 – 13 km adâncime până la sfârșitul zilei. După patru zile de luptă, sovieticii au eliberat Duhovșcina, o altă "cheie" a Smolenskului.
În sectorul de acțiune a Frontului de vest, ofensiva a început o zi mai târziu, spargerea inițială a frontului german fiind promițătoare, odată cu crearea unei pungi de 20 km lățime și 10 km adâncime. În această zi a fost eliberat orașul Iarțevo, un important nod de cale ferată de lângă Smolensk. Pe flancul sudic al atacului, infanteriștii sovietici au atins malurile râului Desna și au forțat traversarea, stabilind mai multe capete de pod pe malul apusean.
Ca urmare, linia defensivă a Smolenskului a fost depășită, expunând soldații care apărau orașul manevrelor de învăluire prin flanc. Generalul Kurt von Tippelskirch, șeful Statului major al Armatei a 4-a germane și mai târziu comandant al acestei armate, scria mai târziu:
"Forțele Frontului Sovietic de Vest au lovit aripa stângă a Grupului de Armate Centru de la linia Dorogobuj-Elnia cu obiectivul străpungerii în direcția Smolenskului. A devenit clar că punga – care se prefigura departe la răsărit – în care Armata a 9-a era poziționată, nu mai putea fi menținută."
Până pe 9 septembrie, trupele sovietice creaseră o spărtură în liniile germane de 150 km lățime și 40 km adâncime. În ziua următoare, STAVKA a ordonat Frontului de Vest să elibereze Smolenskul până pe 27 septembrie, după care să atace spre Orșa și Moghilev. Frontul Kalinin a primit sarcina să cucerească Vitebskul până pe 10 octombrie.
Pe 25 septembrie, după o traversare în forță a Niprului, sovieticii au intrat în Smolensk, iar după lupte de stradă care au durat toată noaptea, i-au alungat pe germani și au eliberat orașul. În aceeași zi a fost eliberat și orașul Roslavl. Până pe 30 septembrie, forța ofensivei sovietice a scăzut treptat, împotmolindu-se în fața orașelor Vitebsk, Orșa și Moghilev, care se aflau încă în mâinile germanilor. Pe 2 octombrie operațiunea Smolensk a fost oprită. A mai fost obționut un succes limitat când, după două zile de lupte de stradă, a fost eliberat orașul Nevel.
În total, în a treia etapă a ofensivei, trupele sovietice au avansat 100 – 180 km în 20 de zile de lupte.
În aceeași zonă a mai avut loc și Batălia de la Lenino (în RSS Belarusă) pe 12 – 13 octombrie.

## Urmări
Operațiunea Smolensk a fost o victorie decisivă sovietică și o înfrângere usturătoare pentru Wehrmacht. Deși modestă în comparație cu ofensivele care au urmat, (o înaintare de doar 200 – 250 km), înaintarea sovietică a fost importantă din mai multe puncte de vedere.
- Trupele germane au fost definitiv îndepărtate de pe căile de acces de pe care ar fi putut ataca Moscova. Această sursă de îngrijorare pentru STAVKA a fost definitiv îndepărtată.
- Inelele defensive pe care germanii se bazau așa de mult, au fost complet depășite de atacul sovietic. Deși mai rămăseseră câteva fortificații germane necucerite, a devenit evident că ele nu mai pot fi apărate multă vreme.
- Operațiunea Smolensk a fost un important ajutor dat forțelor sovietice care forțau Niprul, făcând ca 40 – 55 de divizii germane să fie relocate mai la nord de sectorul acestei ultime ofensive sovietice.
- Frontul german, care fusese până atunci o linie defensivă continuă, era acum rupt în două de mlaștinile Prîpeatului. Grupul de Armate Sud erau astfel rupt de camarazii lor de la nord, ceea ce împiedica mutarea rapidă a resurselor și efectivelor în sectoarele frontului amenințăte de atacurile sovietice.[31]

Pentru prima oară, sovieticii eliberau teritorii care se aflaseră multă vreme sub stăpânirea germanilor, descoperind siturile unor crime de război făptuite de SS, Einsatzgruppen sau de Wehrmacht. În teritoriile recent eliberate din jurul Smolenskului, care se aflaseră aproape doi ani sub stăpânirea germanilor, toate instalațiile industriale și producția agricolă dispăruseră. În Regiunea Smolensk, aproape 80% din spațiile de locuit de la orașe și cam 50% dintre cele de la țară fuseseră distruse, alături de numeroase clădiri industriale.
După ofensiva Smolensk, partea centrală a frontului germano-sovietic s-a stabilizat pentru mai multe luni până la sfârșitul lunii iunie 1944, în timp ce centrul de greutate al luptelor s-a mutat în sud, în regiunea Niprului și mai apoi în Ucraina. În nord, doar în ianuarie 1944 avea să se mai miște frontul odată cu eliberarea Leningradului, după 900 de zile de blocadă. În cele din urmă, Operațiunea Bagration din vara anului 1944 a permis Armatei Roșii să curețe aproape întreg teritoriul Uniunii Sovietice de trupele Wehrmachtului, terminând ocupația nazistă și continuând luptele în Polonia și, mai departe, în Germania.